# Madonna col Bambino e donatore
La Madonna col Bambino e donatore  è un dipinto olio su tavola di Andrea Previtali conservato presso la pinacoteca dei musei civici di Padova. La tavola, opera giovanile dell'artista, è firmata ANDREAS.BGOMENSIS IOANIS BEL LINI DISSI PULUS PINXIT MCCCCCII.

## Storia
Andrea Previtali proveniente da Brembate di Sopra dove era nato nel decennio tra il 1570 e il 1580, seguì giovanissimo la famiglia a Venezia dove il padre Martino fabbricava e commerciava in corde e aghi. Nella città lagunare entrò da allievo nella bottega di Giovanni Bellini dove apprese l'importante pittura del rinascimento veneziano. L'opera, come molte delle sue opere giovanili in terra veneziana, riporta la dichiarazione d'alunnato alla scuola del Bellini, anche se presenta stili e orientamenti iconografici che si avvicinano anche ad altri artisti lagunari degli anni a cavallo tra il Quattrocento e i Cinquecento.
La tavola è diventata proprietà del museo civico di Padova grazie a un legato testamentario. Il Previtali eseguirà, due anni dopo, un'altra Madonna col Bambino e offerente conservata nel Wadsworth Atheneum a Hartford nel Connecticut.

## Descrizione
La tavola raffigura la Madonna seduta su di un gradino naturale, avvolta in un velo bianco con il profilo ricamato di nero. Tiene tra le braccia il figlio Gesù Bambino che si regge in piedi e guarda il donatore posto sul lato destro inferiore del dipinto. Con la mano sinistra la Vergine accarezza delicatamente il capo dell'uomo a indicare la premura che pone per le persone che a lei si affidano.

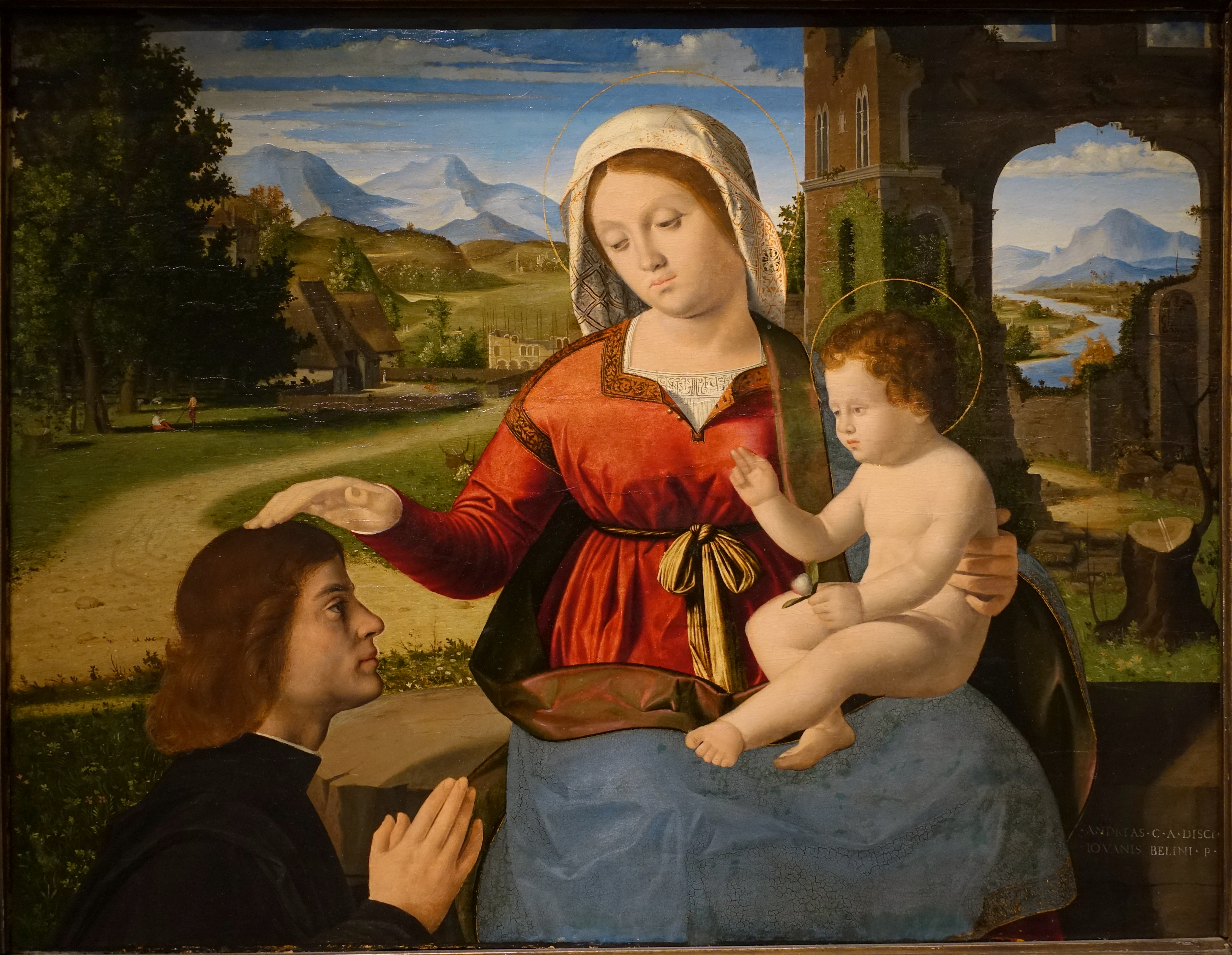
Madonna and Child with a Donor, Wadsworth Atheneum a Hartford nel Connecticut

La Madonna indossa un abito rosso legato in vita con un laccio, ed è avvolta in un manto verde con i bordi dorati che compaiono sia sulle ginocchia che sulla parte sinistra coprendole quasi completamente lasciando libera solo la mano che regge il Bambino.
Dalla pittura traspare la parte poetica dell'arte belliniana raffigurando in un ottimo equilibrio il rapporto di dialogo che c'è nella sacra conversazione tra il sacro e l'umanità devota, con il semplice gesto della Vergine sul capo dell'offerente, che tiene le mani giunte in preghiera, un gesto che pare rompere la barriera che il concilio tridentino aveva imposto, ma che gli artisti con le loro opere erano riusciti ad annulla.  Dallo stile già si nota la capacità tecnica che il pittore, solo ventenne, aveva raggiunto con un ottimo rapporto tra luce e colore riproponendo quello che è l'opera dei più grandi maestri del rinascimento veneziano.
Il Previtale dipinge una Madonna dai lineamenti di estrema bellezza, con un'espressione lontana dall'essere terrena, trasognata, ma che diventa umana nel gesto di trattiene il Figlio con la mano destra che in atteggiamento vivace si regge sulla sua gamba destra.
Il paesaggio alle spalle dei protagonisti è naturale e molto lussureggiante, che prosegue con le montagne lontane sull'orizzonte unendosi al cielo, cielo e terra che si confondono.